# King Cross Leopolis
King Cross Leopolis (Кінґ Крос Леополіс) — торгово-розважальний центр на виїзді зі Львова, адміністративно — у селі Сокільники (Пустомитівський район) за адресою: вулиця Стрийська, 30. Відкритий 26 березня 2010 року, належить італійській девелоперській компанії King Cross Group S.r.l.  За загальною площею (105 тис. м²) є найбільшим торгово-розважальним центром заходу України.
У ТРЦ King Cross Leopolis працює понад 100 магазинів та острівців, а також кінотеатр, ковзанка, дитячий центр, продуктовий гіпермаркет та будівельний супермаркет.

## Опис
King Cross Leopolis за площею є найбільшим торговим центром Західної України. Його загальна площа складає 105 тис. м²: гіпермаркети, торгова галерея, розважальна зона, фуд-корт. Офіційне відкриття відбулося 26 березня 2010 року. До того 2008 року відкрито DIY (Praktiker), який припинив роботу у 2015 році.
ТРЦ King Cross Leopolis здав в оренду 54 тис. м² загальної площі на двох рівнях, включно з гіпермаркетом будівельних матеріалів Епіцентр (з 2016 р). Також неподалік відкрито гіпермаркет «Ашан» площею 13 тис. м² і понад 100 торгових приміщень: бутіки, товари для дому, кав'ярні, ресторани тощо. 
Магазини торгової галереї пропонують такий асортимент товарів: аксесуари, білизна, взуття, гастрономія, гіпермаркети, зоомагазин, краса та здоров'я, одяг, спорт та відпочинок, техніка та електроніка, товари для дітей, товари для дому, тютюн. 
Розважальна зона ТРЦ King Cross Leopolis — це кінотеатр «Планета кіно» з 7 залами (включно з IMAX 3D та Dolby 3D), ковзанка — єдина у Львові, що працює цілий рік, а також великий дитячий комплекс «Fly Kids». Фуд-корт вирізняється з-поміж інших ТРЦ Львова схемою розміщення закладів — кожен з них має свою окрему площу, тож обіди та вечері тут більш затишні.   
Щороку ТРЦ відвідують до 10 000 000 покупців, тож разом з відкриттям було побудовано наземний та підземний паркінги на 1 800 паркувальних місць. Підземний паркінг облаштований безкоштовною зарядною станцією для електромобілів. Для зручності відвідувачів адміністрація King Cross Leopolis запустила безкоштовні автобуси, які регулярно курсують за двома маршрутами: King Cross Leopolis — Проспект Червоної Калини (ринок «Санта-Барбара») та King Cross Leopolis — вул. Сихівська (ТЦ «Іскра»). До торгового центру можна дістатися і громадським транспортом, зокрема автобусами та маршрутками № 3А, 10, 25, 40, 131, 267. 
Розташування на виїзді зі Львова, хороший набір орендарів, міжнародний престиж марки KING CROSS GROUP — усе це дає змогу ТРЦ King Cross Leopolis стати улюбленим місцем проведення часу для багатьох сімей. Підтверджують високий статус ТРЦ King Cross Leopolis і численні нагороди премії Retail Awards як кращий торговий центру Львова: у 2013, 2014, 2015, 2017 та 2018 роках.

## Орендарі
- Магазини

Серед головних орендарів — відомі українські та міжнародні бренди. Вони розмістилися на 2 поверхах торгової галереї у магазинах та острівцях. 
1-й поверх: Adidas, American Tourister, Antonio Biaggi, Arber, Bershka, Brocard, CCC, Colin's, Cotton Club, ECCO, ESTRO, EVA, Fissman, Geox, GIULIA, House, Intertop, Intimissimi, AURUM, LC Waikiki, Lerros, Levi’s, Mi Store, brabrabra, MOHITO, Moyo, Nyx, Pandora, Pull&Bear, Reserved, Vodafone, Rixus, Roy Robson, SOVA, Stradivarius, Terranova, Табакерка, TOS.IN.UA, VOVK, Walker, Watsons, Yves Rocher, ZARA, Укрзолото, АЛЛО, Аптека Доброго Дня, АШАН Гіпермаркет, ДЕКА, Епіцентр К, Золотий Вік, Какаду, Київстар, Люксоптика, Оптика Нова, Столична Ювелірна Фабрика, Фокстрот, ЯБКО.
2-й поверх: AKVAREL, Babini, Bruno Bellini, BUTLERS, Columbia, Cropp Town, Dianora, Duna, English Home, Man Collection, Ketino, Kleo, LOVA LOVA, LTB, Marks & Spencer, Маха, Megasport, O`STIN, PAKO LORENTE, Respect, Sinsay, Inshoes, TREND, Welfare, Wittchen, Будинок іграшок, Бутік Біанка, KAKTUS, Книгарня «Є», Марафон, Світ шкіри та хутра, Чудо Острів.
- Розваги

Розважальна зона ТРЦ «King Cross Leopolis» зараз складається з кінотеатру «Планета Кіно», ковзанки та дитячого розважального центру  Fly Kids». 
- Кафе та ресторани

Пообідати чи випити ранкової кави можна у різних закладах фуд-корту: Burger Club, Crazy Town, Da Vinci, Express buffet, Kavoteka, KREDENS CAFE, Lvivska Odesa, NOA Asia Special, Pizza Celentano Slice&Coffee, SNACK & BURGERS, Вареники тут, Львівські Сіннароли, Львівська Майстерня Шоколаду, ТОМАТІНА, Хінкальня.
- Послуги

Adamas Exchange Finance Company, SpaAuto Автомийка / Шиномонтаж, Банк Львів, Українська фінансова група, Lava&Cuce - Чистка та шиття.